# Histórias da Carochinha
Histórias da Carochinha is een kortdurende compositie van de Braziliaan Heitor Villa-Lobos. Het vierdelig werkje is geschreven in 1919 en is voor piano solo. De subtitels van de delen zijn gerelateerd aan een sprookje waarin een prins en prinses hun eigen betoverde wereld hebben geschapen. De muziek doet nauwelijks denken aan Braziliaanse ritmes en Indiaanse volksmelodieën, waar de componist bekend van is. De muziek bestaat uit vier miniaturen, die een Franse sfeer oproepen. Eenvoudige melodietjes in bijvoorbeeld de A-A-B-A vorm, die gemakkelijk in het gehoor liggen en die schijnbaar eenvoudig klinken. Wat wel typisch Villa-Lobos is, is de afsluiting van het werk, waar niet gekozen is voor een normaal klinkende oplossing, maar door modulatie plotseling in een andere toonsoort wordt geëindigd. Van het werkje is ook een bewerking voor sologitaar beschikbaar. Het werk is opgedragen aan Nylzota Ahygarita, Russenha en Kilzota Napoleão.

## Delen
1. No Palácio encantando
2. A Cortezia do Principezinho
3. E o Pastorzinho Cantavo
4. E a Princeszinha Dancava.

De tijdsduur van de delen schommelen rond de anderhalve minuut

## Bron en discografie
- Uitgave Naxos: Sonja Rubinsky, piano
- Uitgave Solstice; Ana Stella Schic, piano
- Uitgave BIS Records: Debora Halasz